# Шумящо вино
Шумящи вина са бели, розови и червени вина, които според българския Закон за виното и спиртните напитки (Обн., ДВ., бр. 86 от 1 октомври 1999 г.) в резултат на първична или вторична алкохолна ферментация или чрез добавяне на въглероден диоксид се характеризират с отделяне на въглероден диоксид при отваряне на съда, в който се съхраняват.

## Типове шумящи вина
Шумящите вина се делят на пенливи и искрящи. Разликите помежду им са главно в алкохолния процент и налягането на въглеродния диоксид в затворената бутилка. Изискването за пенливите вина е при температура от 20 °C да имат налягане не по-малко от 3 атмосфери, докато за искрящите при същата температура налягането в бутилката трябва да е между една и 2,5 атмосфери.
Съгласно българския Закон за виното и спиртните напитки, според захарното си съдържание пенливите и искрящите вина биват:
1. брют натюр – със съдържание на захар до 3 грама на литър;
2. екстра брют – със съдържание на захар до 6 грама на литър;
3. брют – със съдържание на захар под 15 грама на литър;
4. екстра сухи – със съдържание на захар от 12 до 20 грама на литър;
5. сухи – със съдържание на захар от 17 до 35 грама на литър;
6. полусухи – със съдържание на захар от 33 до 50 грама на литър;
7. сладки – със съдържание на остатъчната захар над 50 грама на литър.

## Пенливи вина
Пенливите вина са естествено пенливи и пенливи-газирани.
Естествено пенливите вина са вина, получени в резултат на първична или вторична алкохолна ферментация на прясно грозде, на гроздова мъст, на вино, годно за производство на трапезно вино, на трапезно вино, на качествено вино от определен район и на вносно вино. Те се характеризират с отделянето на въглероден диоксид – резултат изключително от алкохолна ферментация, като налягането на въглеродния диоксид в затворени съдове при температура 20ºC не може да бъде по-ниско от 3 бара.
Пенливи-газирани вина се получават само от трапезни вина. Те се характеризират при отварянето на бутилката с отделянето на въглероден диоксид – резултат изцяло или частично от добавянето на въглероден диоксид, като налягането му в затворени съдове при температура 20ºC не може да бъде по-ниско от 3 бара.
При производството на пенливи вина е допустима употребата на захароза, винен дестилат, естествени ароматни и вкусови добавки и/или извлеци от тях при условията и по реда, определени с наредба.
Пенливите вина могат да бъдат категоризирани като качествени вина, произведени в определен район при условията на наредба. Пенливи качествени вина, произведени в определен район не могат да се произвеждат от и с участието на вносни вина.

## Искрящи вина
Искрящите вина са естествено искрящи и искрящи-газирани.
Естествено искрящи вина са вината, получени от трапезни вина, от качествени вина, произведени в определен район или от продукти, годни да дадат трапезни или качествени вина, произведени в определен район, имащи естествено алкохолно съдържание не по-малко от 7 обемни % и действително алкохолно съдържание не по-малко от 9 обемни %, като налягането на въглеродния диоксид в затворени съдове при температура 20ºC не е по-малко от 1 бар и не е повече от 2,5 бара.
Искрящи-газирани вина са вината, получени от трапезни вина, от качествени вина, произведени в определен район или от продукти, годни да дадат трапезни или качествени вина, произведени в определен район, имащи естествено алкохолно съдържание не по-малко от 7 обемни процента и действително алкохолно съдържание не по-малко от 9 обемни процента, като налягането на въглеродния диоксид – резултат от неговото пълно или частично прибавяне, в затворени съдове и при температура 20ºC не е по-малко от 1 бар и не е повече от 2,5 бара.
При производството на искрящи вина е допустима употребата на захароза, винен дестилат, естествени ароматни и вкусови добавки и/или извлеци от тях при условията и по реда, определени с наредба.